# Rudolf Reschreiter

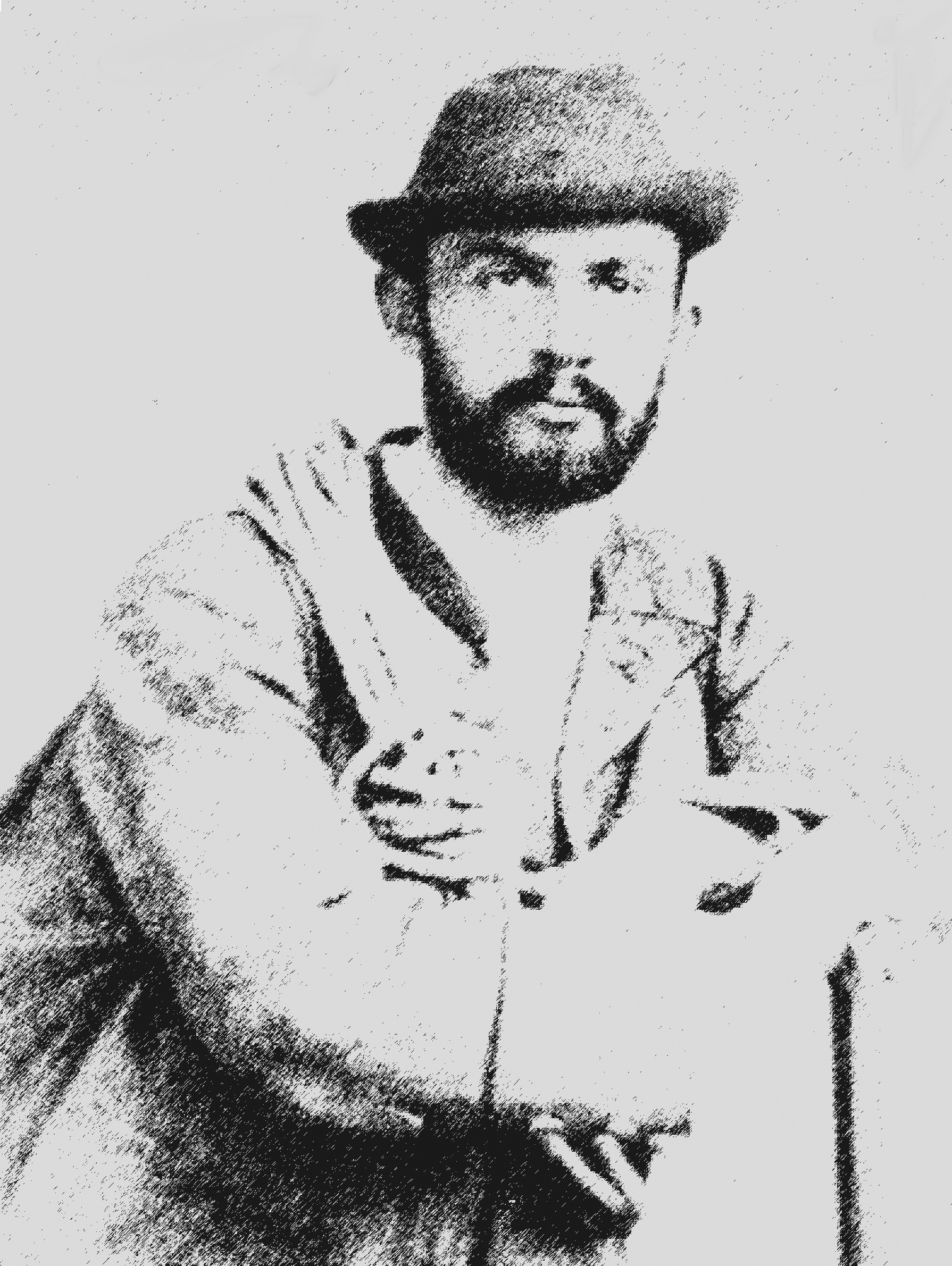
Rudolf Reschreiter als Alpinist

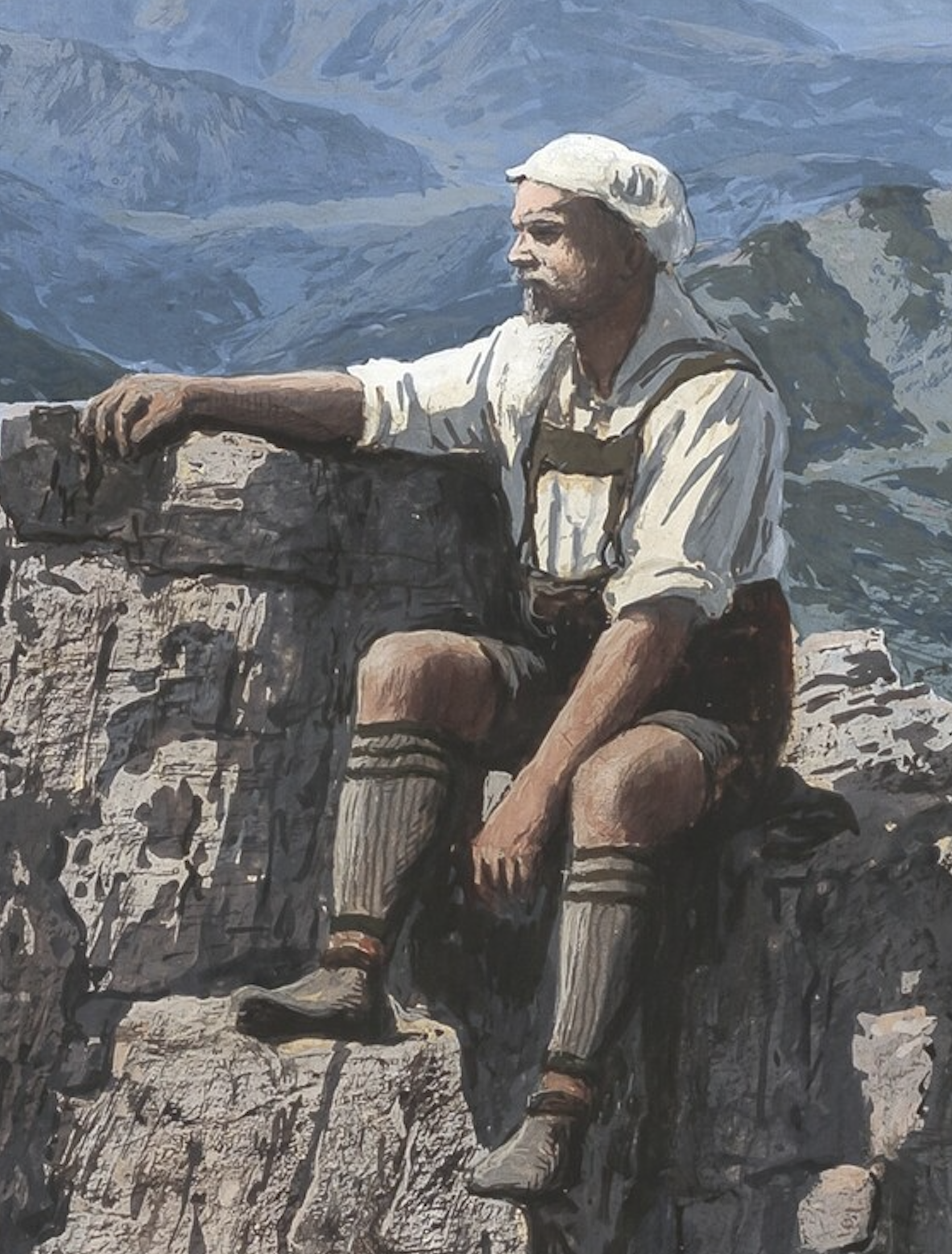
Rudolf Reschreiter, auf dem Gipfel des Plankenstein sitzend (Selbstbildnis, Bildausschnitt)

Rudolf Reschreiter (* 4. September 1868 in München; † 7. August 1938 in München) war ein deutscher Maler.

## Leben
Reschreiter studierte nach dem Abitur 1888 am Wilhelmsgymnasium München an der Münchner Akademie bei Gabriel von Hackl. Er malte hauptsächlich in der Aquarelltechnik und wurde für seine hyperrealistische Naturdarstellung gerühmt. Eines seiner bekanntesten Werke ist die Abbildung des Waxensteinkamms von Mathaisenkar aus. Im Jahre 1903 bereiste er mit dem Geograph Hans Meyer die südamerikanischen Kordilleren und besuchte den in Ecuador gelegenen, 6301 Meter hohen, völlig vergletscherten Chimborazo. Reschreiter malte im Anschluss eine ganze Serie „Chimborazo-Bilder“. Einen der Gletscher taufte Meyer Reschreiter-Gletscher, ein Name der allerdings keinen Bestand hatte.
Seine Werke sind zu sehen in Alpine Museen, Kempten, München und dem Alpenverein-Museum Innsbruck. Rudolf Reschreiter fertigte die Zeichnungen für „Schwaiger’s Führer durch das Wettersteingebirge“, München, 1901 an.
Rudolf Reschreiter starb 1938 im Alter von 69 Jahren in München.

## Grabstätte

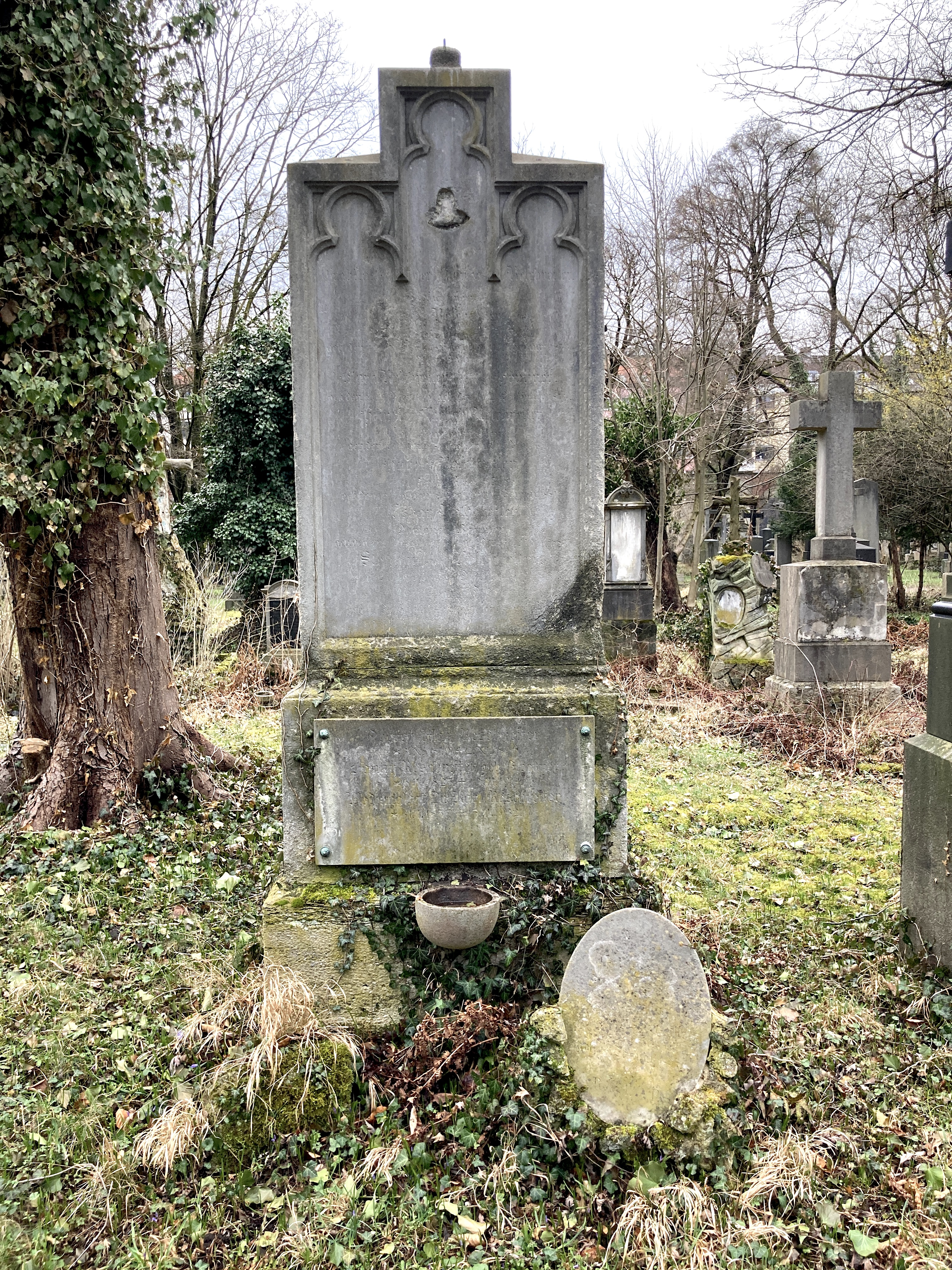
Grab von Rudolf Reschreiter auf dem Alten Südlichen Friedhof in München

Die Grabstätte von Rudolf Reschreiter befindet sich auf dem Alten Südlichen Friedhof in München (Gräberfeld 33 – Reihe 1 – Platz 27/28) Standort.

## Namensgeber für Straße
Nach Rudolf Reschreiter wurde 1960 in München im Stadtteil Lerchenau-Ost (Stadtbezirk 24 – Feldmoching-Hasenbergl) die Reschreiterstraße benannt Standort.

## Bilder
Auswahl

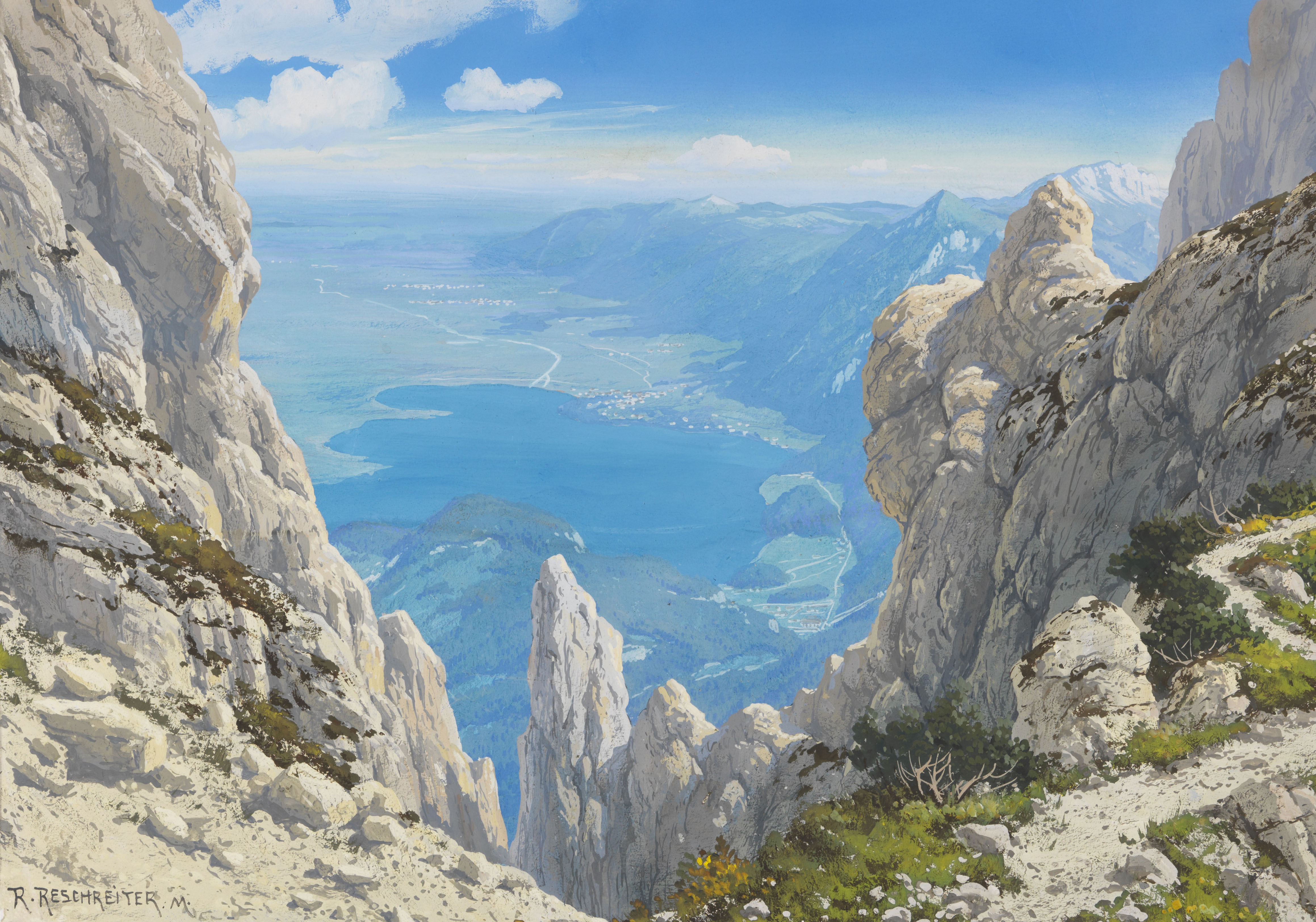
Blick vom Grat zwischen Herzogstand und Heimgarten auf den Kochelsee
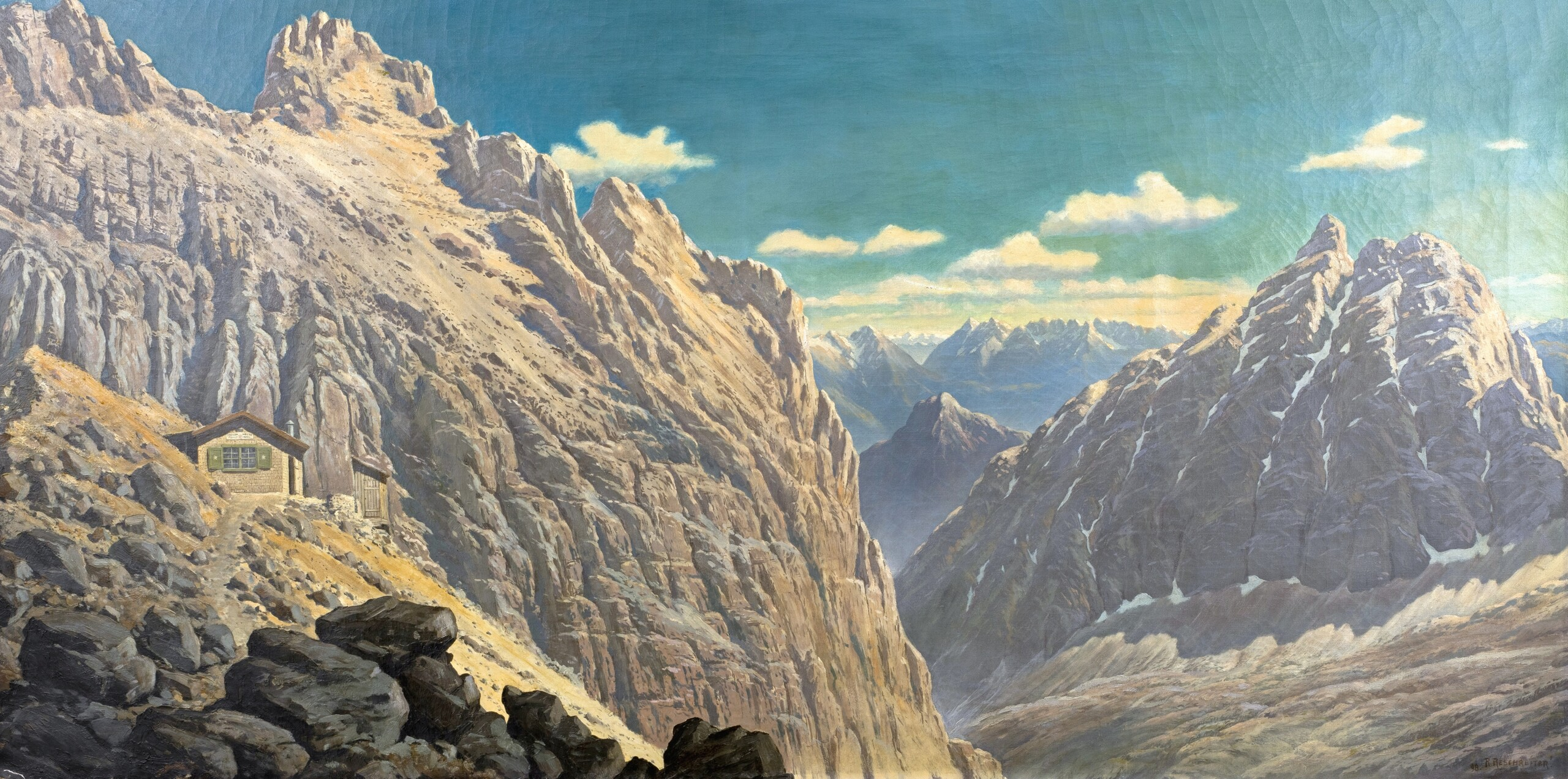
Die Meilerhütte im Wettersteingebirge von Westen
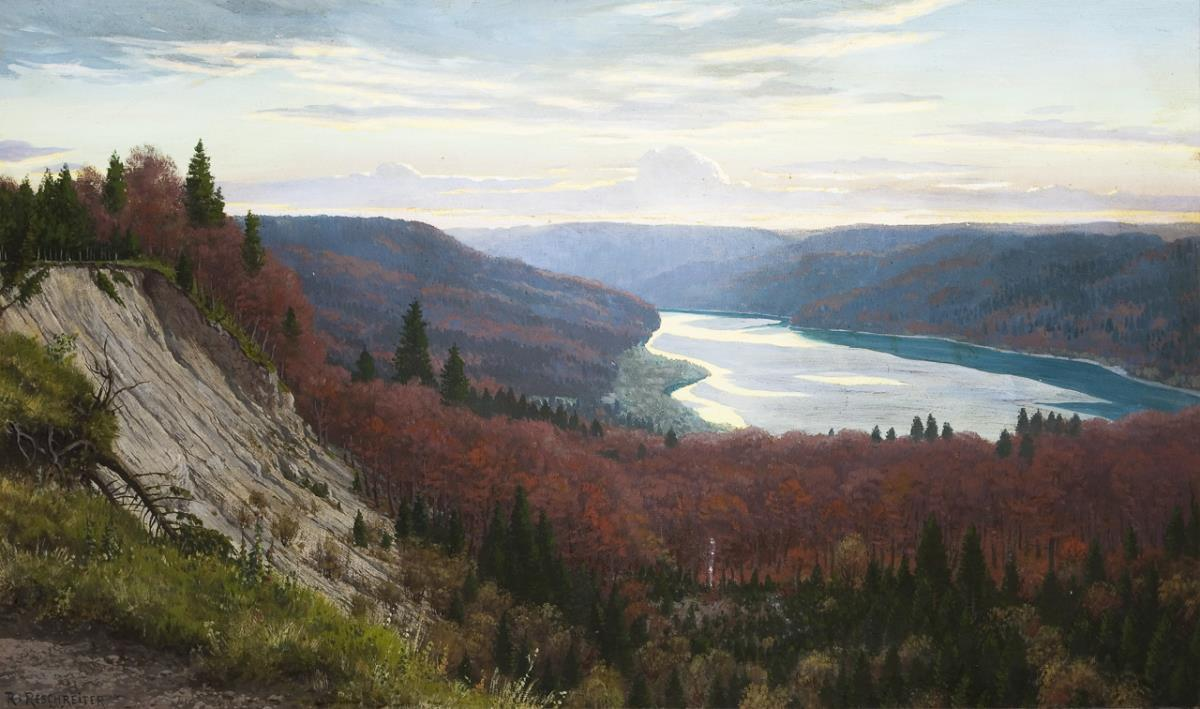
Isartal-Landschaft
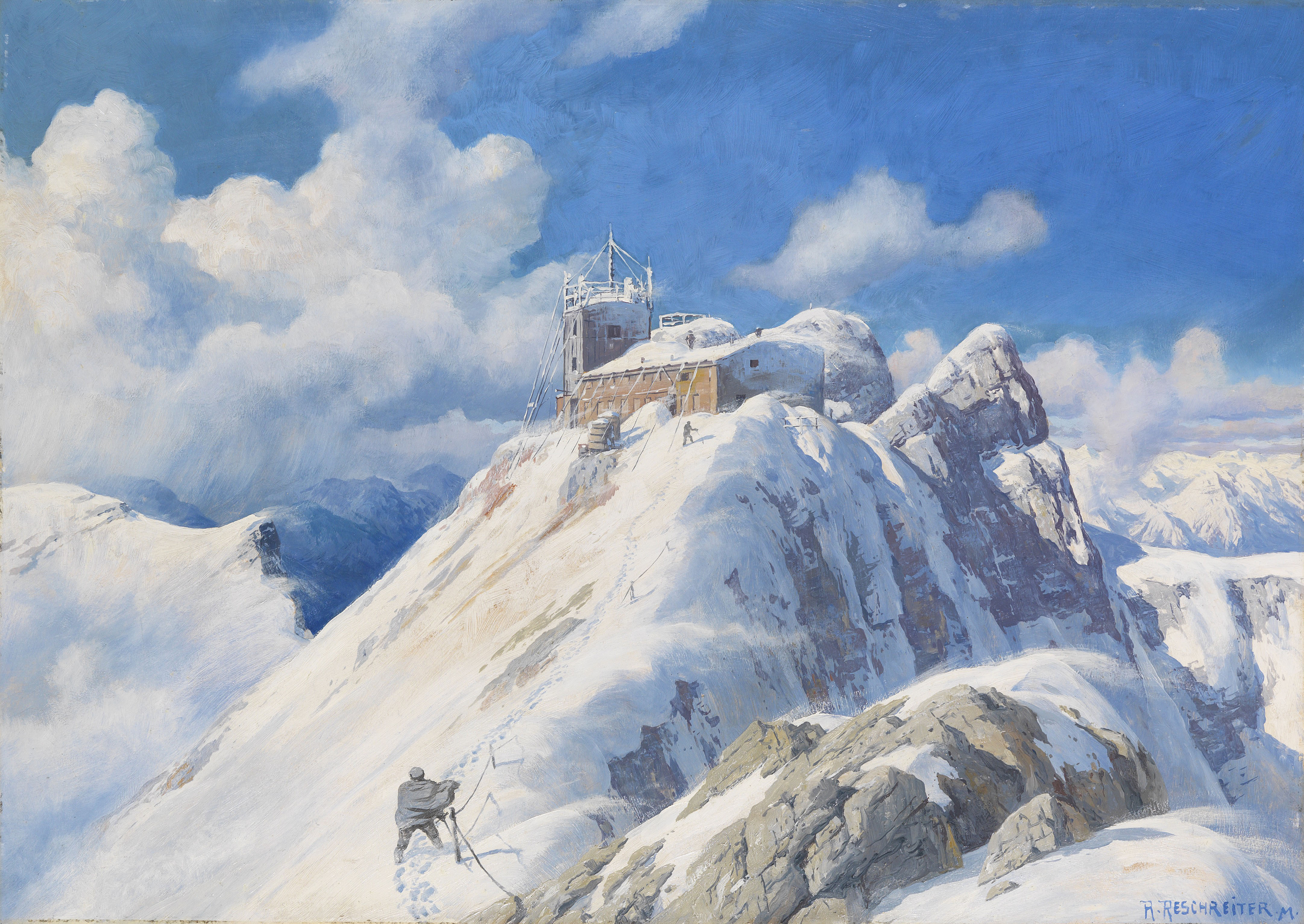
Der Zugspitzgipfel mit Wetterwarte und Münchner Haus
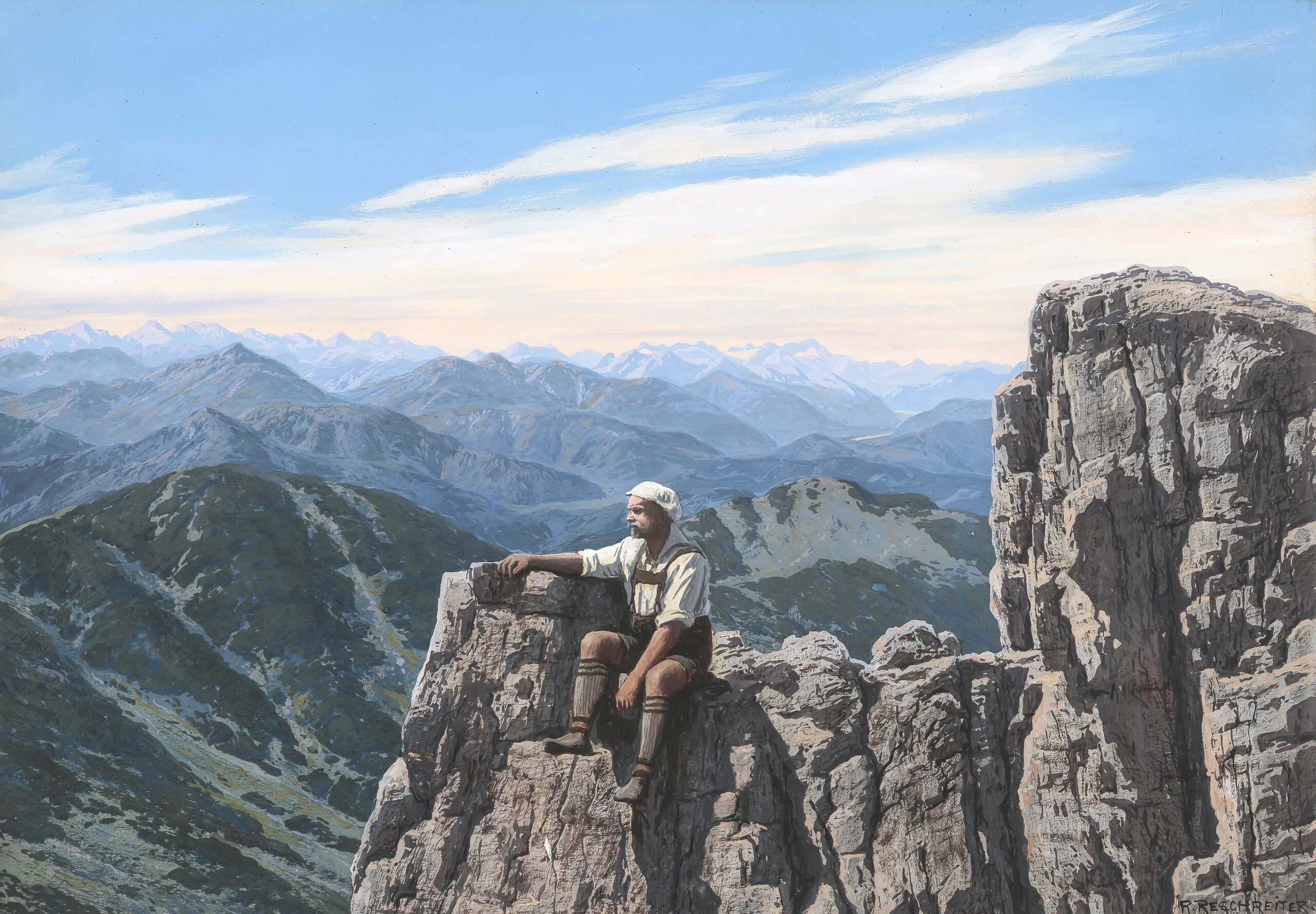
Rudolf Reschreiter, auf dem Gipfel des Plankenstein sitzend
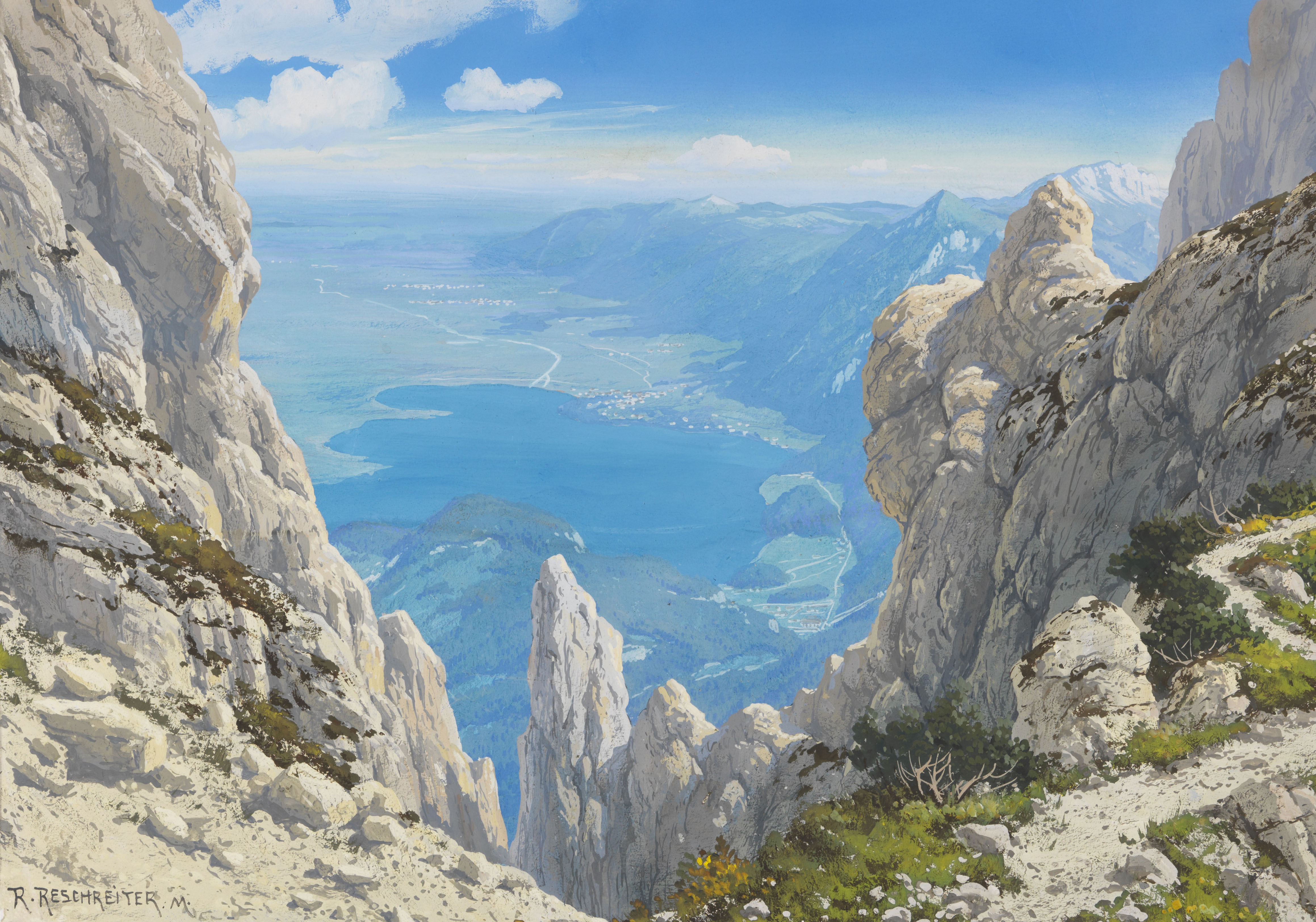
Blick vom Grat zwischen Herzogstand und Heimgarten auf den Kochelsee
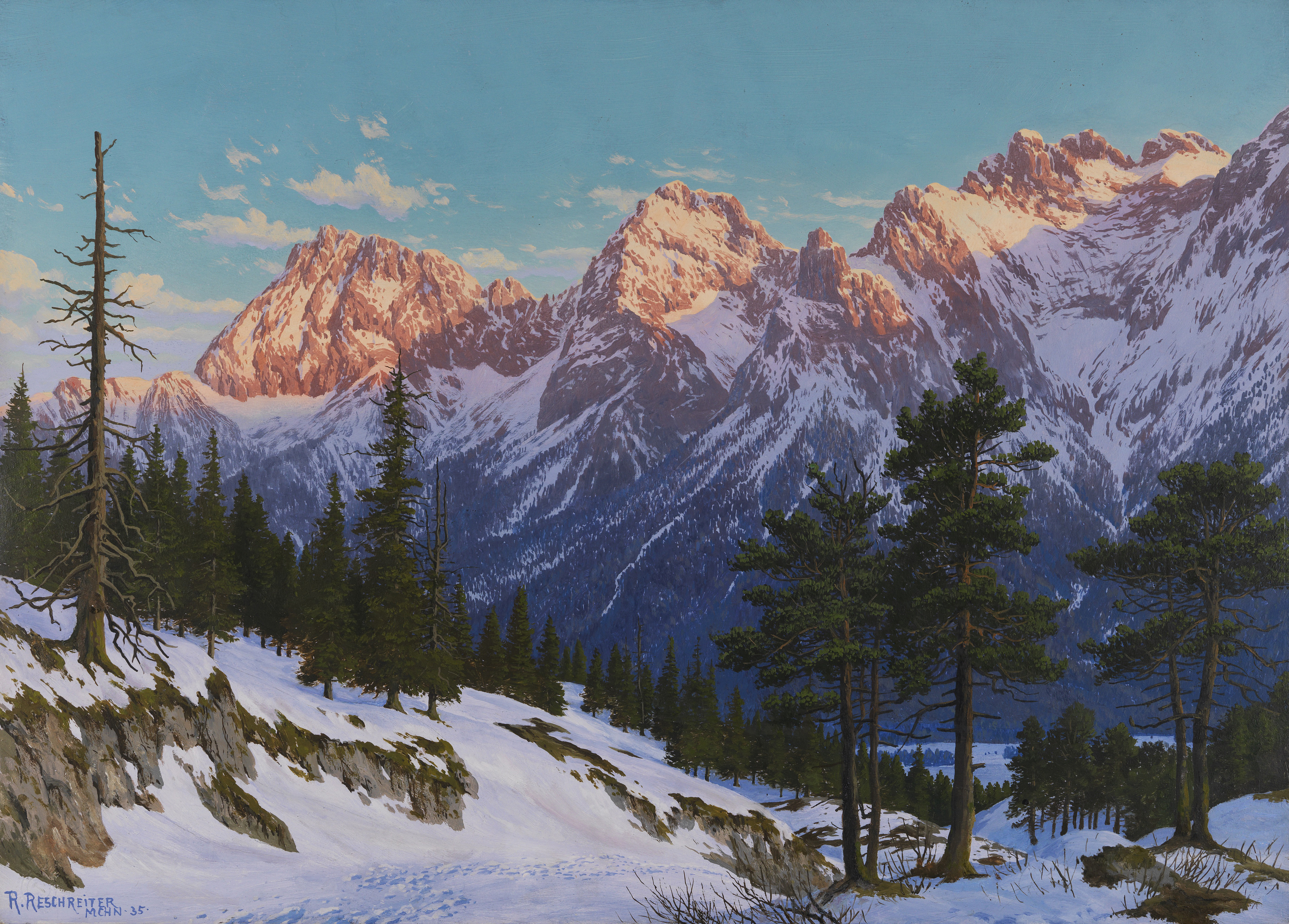
Winterliche Abendstimmung bei Mittenwald (1935)